# 一六商事ホールディングス
株式会社一六商事ホールディングス（いちろくしょうじホールディングス）は、パチンコ店などの事業を営む日本の企業。
2017年に商号を株式会社一六商事から株式会社一六商事ホールディングス（いちろくしょうじホールディングス）に変更した。

## 概要
1975年に創業。パチンコホール「MGM」「ROYAL」を全国にチェーン展開している。北海道苫小牧市と茨城県鹿嶋市、鹿児島県鹿屋市に支社を置く。

## 沿革
出典:
- 1975年 - 株式会社一六商事を設立
- 1977年 - アミューズメント事業一号店となる綾瀬西口店を東京都足立区にオープン
- 1984年 - 波崎店オープン
- 1991年 - 岩見沢店オープン
- 1999年 - 東金店オープン
- 2000年 - 国領店、苫小牧店オープン
- 2001年 - 成田店オープン
- 2002年 - 浦和店、東海店オープン
- 2003年 - 大浦店、大崎店、行徳店、小山本郷店、神栖店オープン
- 2004年 - 笠之原店、札元店、川内店、加治木店、日立店、鈴鹿店、芝山店、登別店、友部店オープン。本社ビルを購入し、東京都世田谷区から中央区日本橋へ移転
- 2005年 - 静内店、沼ノ端店、松阪店、大垣店オープン
- 2006年 - 阿久根店、大口店、苅田店、水戸店、勿来錦店、栗山店オープン
- 2007年 - 北見店、神立店オープン
- 2008年 - 帯広店オープン
- 2009年 - 出水店オープン
- 2010年 - 鉾田店オープン
- 2012年 - 函館店、倶知安店、玉造店、清武店オープン
- 2013年 - 釧路店、日南店オープン
- 2014年 - 境店、下妻店オープン
- 2015年 - 銚子店、菊陽店、いわき泉店、四日市店、網走店オープン
- 2016年 - 米沢店、守谷ふれあい通りパチンコ館・スロット館、八街榎戸店オープン
- 2017年 - ホールディングスカンパニー制度導入に伴い会社分割。社名を株式会社一六商事ホールディングスに変更し、株式会社一六商事東日本、株式会社一六商事西日本を設立する
- 2018年 - 1月6日を 「イチロクの日」として、日本記念日協会に登録。英進商事株式会社（パーラーさくらんぼ）と、株式会社一六商事東日本が吸収合併し、水戸北店としてリニューアルオープン
- 2019年 - 商標を「イチロク」と定め、コーポレート・アイデンティティを商標登録
- 2020年 - 創業45周年を迎える
- 2021年 - グループ店第一号として、熊本県にイチロク八代店をオープン

## 店舗
- 北海道（12店舗）
  - ロイヤル：倶知安店・苫小牧店・沼ノ端店・釧路店・函館店・帯広店・北見店・網走店・岩見沢店・栗山店・登別店・静内店
- 山形県（1店舗）
  - MGM：米沢店
- 福島県（2店舗）
  - MGM：勿来・錦店・いわき泉店
- 茨城県（14店舗）
  - MGM：玉造店・日立店・神立店・東海店・下妻店・水戸店・鉾田店・友部店・境店・水戸北店・守谷ふれあい通りパチンコ館・守谷ふれあい通りスロット館
  - ロイヤル：神栖店・波崎店
- 栃木県（1店舗）
  - MGM：小山本郷店
- 埼玉県（1店舗）
  - MGM：浦和店
- 千葉県（6店舗）
  - MGM：芝山店・成田店・東金店・八街榎戸店・行徳店・銚子店
- 東京都（2店舗）
  - MGM：綾瀬西口店・国領店

### 株式会社新八代商事
- 熊本県（1店舗）
  - イチロク：八代店[2][3]

### 有限会社オール九州サービスセンター
出典:
- 三重県（3店舗）
  - MGM：鈴鹿店・松阪店・四日市店
- 福岡県（2店舗）
  - MGM：苅田店
- 宮崎県（1店舗）
  - MGM：日南店
- 鹿児島県（7店舗）
  - MGM：川内店・出水店・阿久根店・大口店・大浦店・志布志店・笠之原店

## かつて運営していた店舗
北海道
- MGM 札幌店(現・マルハン　苗穂店)
- チャンピオン　光洋店
- MGM 苫小牧店(現・がちゃぽん 苫小牧店)
- チャンピオン 柳店
- ロイヤル 静内店
- マンモス 美唄店

茨城県
- ミラージュ 石岡店(現・デルジャン 石岡店)
- USA 潮来店
- MGM 東町店
- ロイヤル 石岡店
- USA 石岡店
- MGM 鹿嶋店
- サンタマリア 神栖店
- USA 神栖店
- MGM 下妻店
- MGM つくば店
- MGM 守谷バイパス店

群馬県
- MGM 伊勢崎店
- MGM 太田店(現・ZENT 太田飯田町店)

埼玉県
- MGM 川口店
- MGM 上里店

千葉県
- USA 銚子店
- MGM 東金店
- MGM 松戸店(現・楽園 松戸店 本館)
- ロイヤル 八街店

東京都
- MGM 綾瀬東口店
- MGM 御徒町店(現・オリエンタル・パサージュ4 上野店)
- USA 国領店

新潟県
- MGM 小千谷店(現・パチンコ玉三郎 小千谷店)
- MGM 長岡店(現・VEAM 長岡川崎店)
- MGM 黒埼店(現・デルゼビッグサイト 黒埼店)

山梨県
- MGM 甲府青葉店
- MGM 富士吉田店

静岡県
- MGM 藤枝店

岐阜県
- MGM 大垣店（2022年10月10日閉店[5]）

三重県
- MGM 東員店
- MGM 四日市店

福岡県
- ロイヤル 筑紫野店
- トリアスサンプラザ 久山店

熊本県
- MGM 菊陽店

宮崎県
- MGM 清武店（2022年8月28日閉店[6]）

鹿児島県
- MGM 加治木店
- MGM 出水店
- MGM 札元店
- MGM 川内店
- MGM 大崎店